# 指定カーストと指定部族
インド亜大陸における指定部族（英:Scheduled Tribes）とは、インド社会においてヒンドゥー教やイスラーム教などの大宗教に属さず、固有の文化を保ちつづけてきたとみなされるコミュニティを指す名称である。指定カースト（英:Scheduled Castes）は不可触民とほぼ同義である。

Percent of scheduled tribes in India by tehsils by census 2011

## 指定部族
トライブとは、インド社会が宗教徒集団によって構成されているとみなしたイギリス植民地時代のインド社会観に淵源と由来をもつ区分であり、「カースト」とならんでインド社会の記述単位とされた範疇である。なお、現代インドでは、インド憲法第342条にもとづき、大統領令によって州または州の一部ごとに指定部族（Scheduled Tribes）が設けられている。500以上の指定部族、約5000万人が認定されている。